# 羅斯代爾鎮區 (伊利諾伊州澤西縣)
羅斯代爾鎮區（英語：Rosedale Township）是位於美國伊利諾伊州澤西縣的一個行政鎮區。

## 地方資料
根據2010年美國人口普查的數據，羅斯代爾鎮區的面積為83.20平方千米，當中陸地面積為78.30平方千米，而水域面積為3.90平方千米。當地共有人口429人，而人口密度為每平方千米5.16人。